# Орешня
Оре́шня (також Орішня) — річка в Україні, в межах Охтирського району Сумської області (витоки) та Котелевського району Полтавської області. Права притока Котельви (басейн Дніпра).

## Опис
Довжина річки 12 км. Площа басейну 183 км². Долина неглибока, місцями невиразна. Заплава в багатьох місцях заболочена. Річище звивисте, часто пересихає.

## Розташування
Орешня бере початок на північний схід від села Камінного (на території Сумської області). Тече переважно на південний захід (місцями — на південь або захід). Впадає до річки Котельви в центральній частині смт Котельви.